# Xã Arnold, Quận Jefferson, Missouri
Xã Arnold (tiếng Anh: Arnold Township) là một xã thuộc quận Jefferson, tiểu bang Missouri, Hoa Kỳ. Năm 2010, dân số của xã này là 20.808 người.